# Contea di York (Australia)
La contea di York è una delle 43 local government areas che si trovano nella regione di Wheatbelt, in Australia Occidentale. Si estende su di una superficie di circa 2.010 chilometri quadrati ed ha una popolazione di 3.484 abitanti.